# Coussay
Coussay é uma comuna francesa na região administrativa da Nova Aquitânia, no departamento de Vienne. Estende-se por uma área de 20,14 km². Em 2010 a comuna tinha 256 habitantes (densidade: 12,7 hab./km²).